# 鷹嶺琉依
鷹嶺琉依（日语：／ Takane Rui）是日本的虛擬Youtuber，隸屬於hololive production。为Hololive六期生，「秘密結社holoX」中的幹部。

## 角色概述

### 角色介紹
|  | 【秘密結社holoX】的女幹部。有著總帥所不及的交涉能力，為組織真正的司令塔。雖有著高冷的外表，但實際上是位十分照顧同伴的大姊姊。但也有著會在重大關頭失誤的笨拙面。 |

## 經歷
2021年
- 11月27日，於YouTube進行初配信[4]。
- 12月8日，YouTube收益化通過[5]。
- 12月14日，開啟YouTube頻道會員[6]。
- 12月24日，聯動解禁，首次聯動對象為白上吹雪和寶鐘瑪琳[7]。

2022年
- 1月1日，發表正月服裝[8][9][10][11]。
- 6月21日，發表3D形象[12][13]。

2023年
- 3月21日，YouTube訂閱數突破70萬。

2024年
- 11月18日，YouTube訂閱數突破100萬

## 外部連結
- 鷹嶺琉依的X（前Twitter）
- YouTube上的鷹嶺琉依頻道
- 鷹嶺琉依在hololive官方網站中的個人頁面